# Präsidium des 14. Deutschen Bundestages
Das Präsidium des 14. Deutschen Bundestages bestand aus dem Bundestagspräsidenten
Wolfgang Thierse (SPD) sowie den fünf Stellvertretern Rudolf Seiters (CDU), Anke Fuchs (SPD), Antje Vollmer (Bündnis 90/Die Grünen), Hermann Otto Solms (FDP) und Petra Bläss (PDS).

## Wahlen zum Präsidium

### Konstituierende Sitzung am 26. Oktober 1998
| Name                         | Partei                | abgegebene Stimmen | benötigte Mehrheit | Ja  | Nein | Enthaltungen | ungültige Stimmen |
| ---------------------------- | --------------------- | ------------------ | ------------------ | --- | ---- | ------------ | ----------------- |
| Wolfgang Thierse (Präsident) | SPD                   | 666                | 335                | 512 | 109  | 45           | 0                 |
| Anke Fuchs                   | SPD                   | 665                | 335                | 486 | 148  | 31           | 0                 |
| Rudolf Seiters               | CDU                   | 663                | 335                | 445 | 142  | 75           | 1                 |
| Antje Vollmer                | Bündnis 90/Die Grünen | 662                | 335                | 421 | 191  | 47           | 3                 |
| Hermann Otto Solms           | FDP                   | 664                | 335                | 423 | 150  | 91           | 0                 |
| Petra Bläss                  | PDS                   | 663                | 335                | 355 | 285  | 19           | 4                 |